# Занковка
Занковка — село в Стародубском муниципальном округе Брянской области.

## География
Находится в южной части Брянской области у юго-западной окраины районного центра города Стародуб.

## История
Упоминалось с середины XVIII века как хутор в составе 1-й полковой сотни. В 1964 году хутор был объединен с хутором Качановка в село Занковка. В середине XX века работал колхоз «Авангард». В 1859 году здесь (хутор Пузыревщина Стародубского уезда Черниговской губернии) было учтено 11 дворов, в 1892 — 25. До 2019 года входило в состав Занковского сельского поселения, с 2019 по 2020 в состав Понуровского сельского поселения Стародубского района до их упразднения.

## Население
Численность населения: 145 человек (1859 год), 152 (1892), 194 человека в 2002 году (русские 97 %), 181 в 2010.